# Criação Velha
Criação Velha es una freguesia portuguesa del concelho de Madalena, con 16,39 km² de superficie y 818 habitantes (2001). Su densidad de población es de 49,9 hab/km².